# Richtlinie 2006/32/EG über Endenergieeffizienz und Energiedienstleistungen
Die Richtlinie 2006/32/EG des europäischen Parlaments und des Rates vom 5. April 2006 über Endenergieeffizienz und Energiedienstleistungen (EDL-Richtlinie) schrieb das Ziel fest, dass alle EU-Mitgliedstaaten bis zum Jahr 2016 jeweils Endenergieeinsparungen in Höhe von neun Prozent im Vergleich zum durchschnittlichen Endenergieverbrauch der Jahre 2001 bis 2005 realisieren und nachweisen sollen. Bei den neun Prozent handelte es sich jedoch um keine rechtsverbindliche Zielmarke, sondern lediglich um ein indikatives Richtziel. Die Mitgliedstaaten konnten nicht vor dem Europäischen Gerichtshof verklagt werden, wenn sie ihr jeweiliges Richtziel verfehlt haben sollten, sondern allenfalls dann, wenn sie keine ernsthaften Bemühungen erkennen ließen, das Ziel zu erreichen. Der Energieeinsparrichtwert (9 %-Zielwert) für Deutschland betrug bis zum Jahr 2016 rund 833 PJ.
Die Endenergieeinsparungen waren in allen Verbrauchssektoren zu erzielen und sollten durch Energiedienstleistungen und Energieeffizienzmaßnahmen auf der Nachfrageseite erreicht werden. Die Richtlinie ließ den Mitgliedstaaten die Wahl zwischen verschiedenen Instrumenten zur Steigerung der Energieeffizienz und zur Förderung des Energiedienstleistungsmarkts.
In Deutschland wurde die Richtlinie durch das Gesetz über Energiedienstleistungen und andere Energieeffizienzmaßnahmen vom 4. November 2010 in nationales Recht umgesetzt.
Die Richtlinie wurde inzwischen durch die Energieeffizienzrichtlinie 2012/27/EU vom 25. Oktober 2012 abgelöst, wobei allerdings wesentliche Elemente in die neue Richtlinie übernommen wurden.

## Nachweis der Einsparungen
Die EU-Staaten mussten in drei zeitlich aufeinander folgenden Energieeffizienz-Aktionsplänen (engl. Energy Efficiency Action Plan) jeweils am 30. Juni 2007, 2011 und 2014 ihre Politiken zur Umsetzung der Richtlinie gegenüber der EU-Kommission (Artikel 14) darlegen. Die EU-Kommission entwickelte mit Hilfe eines Ausschusses gemäß Artikel 16 (Komitologieverfahren) der Richtlinie ein harmonisiertes Modell zur Messung und Berechnung von Energieeinsparungen.
Im Auftrag des Bundesministeriums für Wirtschaft und Technologie (den federführenden Ministerium zur Umsetzung der Richtlinie) übernahm seit 2009 die Bundesstelle für Energieeffizienz, die am Bundesamt für Wirtschaft und Ausfuhrkontrolle (BAFA) angesiedelt ist, die Gesamtkontrolle und Gesamtaufsicht über die Durchführung der EU-Richtlinie. Unterstützt wurde das BAFA durch die Deutsche Energie-Agentur (dena), die bestehende Projekte und Vorschläge zu konkreten Energiedienstleistung bzw. Energieeffizienzmaßnahmen auf der nationalen Informations- und Kommunikationsplattform zur EDL-Richtlinie sammelte, präsentierte und an die beauftragte Bundesstelle kommunizierte. Diese bewertete die erzielten Endenergieeinsparungen hinsichtlich ihrer Anrechenbarkeit im Sinne der Richtlinie. Mit seinem 3. Nationalen Energieeffizienz-Aktionsplan wies Deutschland 2014 das Erreichen der Ziele nach.